# 佐藤秀郎
佐藤 秀郎（さとう ひでお、1935年-　）は、ノンフィクション作家。

## 経歴
熊本市生まれ。大宅壮一の東京マスコミ塾で学び、週刊誌などのライターをへてノンフィクション作家となり、『衝動殺人』が木下惠介によって「衝動殺人 息子よ」として映画化された。

## 著書
- 『衝動殺人』中央公論社 1978　のち文庫
- 『暴行百科 ドキュメント』現代史出版会 1980
- 『水の迷路 荒川放水路老母入水事件』中央公論社 1983
- 『最後の大冤罪「松山事件」 船越坂は何を見たか』現代史出版会 1984

### 編著
- 『一流人-私の好きな言葉』編 講談社 1981　のち文庫
- 『ここ一番役立つ有名人・名スピーチ集』編 講談社 1981